# Salle à manger du président

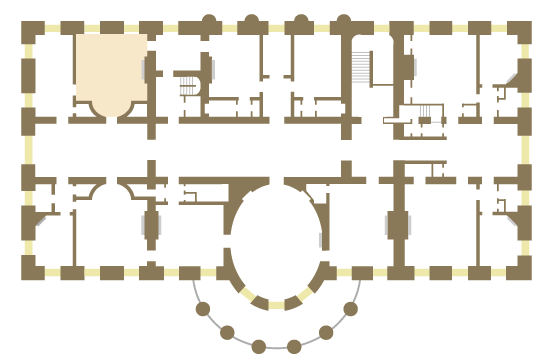
Localisation de la Salle à manger du président.

La Salle à manger du président (President's Dining Room) est située dans le coin nord-ouest du deuxième étage de la Maison-Blanche, résidence du président des États-Unis. 

## Localisation
La salle est située juste au-dessus de la Salle à manger familiale au deuxième étage et donne sur la North Lawn. La salle est adjacente à une petite cuisine, et est desservie par un petit "ascenseur à plats" de type Dumb waiter connecté à la cuisine principale au rez-de-chaussée.

## Décoration

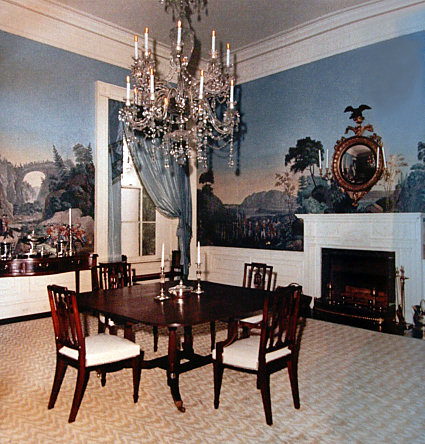
La Salle à manger du président décorée par Henry Du Pont et Sister Parish durant le mandat du président John Fitzgerald Kennedy.

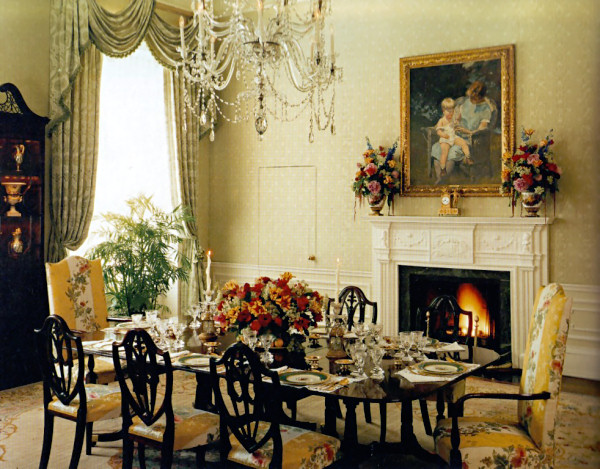
La Salle à manger du président décorée par Kaki Hockersmith durant le mandat du président Bill Clinton.

Originellement, la salle était décorée de murs blancs et de meubles de style Louis XVI appartenant aux Kennedy. Les architectes Henry Du Pont et Sister Parish recommandèrent d'équiper la salle de mobilier de style fédéral. Commençant avec les Kennedy, une collection d'antiquités fut acquise pour décorer la salle ; incluant  un piédestal Sheraton fabriqué dans le Massachusetts entre 1810 et 1815, un ensemble de chaises fabriquées en 1890 environ, un manteau de cheminée en bois sculpté fabriqué à Philadelphie en 1815 environ.
La salle est utilisée pour de petits dîners ou repas formels et, parce que ces événements sont peu communs, une partie des vieux services de porcelaine comprenant un petit nombre de pièces peut être utilisée. Une partie des vieux services de porcelaine est exposée dans le meuble à porcelaine de la salle et dans le Salon des porcelaines.  Des rideaux sophistiquées constitués de deux teintes de bleu et de motifs basés sur le style fédéral furent créés par Stéphane Boudin, sous la direction de la Première dame des États-Unis Jacqueline Kennedy, épouse du président John Fitzgerald Kennedy, qui entreprit la plus importante campagne de redécoration. Il fut également ajouté sur le mur Est un support en plâtre fabriqué en 1815 environ à Philadelphie par Robert Wedford. 
Le mur sud de la pièce forme une abside où est située la porte principale du Hall Central. Ce mur en forme d'abside, ainsi qu'un mur presque semblable dans la Chambre du président, furent construits pendant la restauration effectuée sous le mandat du président Harry Truman. Bien qu'ils ne figurent pas sur les plans de James Hoban, architecte qui dessina les plans de la Maison-Blanche, ils prennent inspiration  d'études du président Thomas Jefferson qu'il avait fait faire par Benjamin Henry Latrobe pour améliorer plusieurs pièces du bâtiment. Quand la salle fut créée en tant que Salle à manger du président en 1961, les murs étaient recouverts d'un papier-peint datant du XIXe siècle, à motif de frises de bois et représentant des scènes typiques de l'Amérique du Nord; il avait été fabriqué en France par l'entreprise Zuber & Cie. Ce papier-peint est similaire à celui tapissant le Salon de réception des diplomates mais au lieu de représenter les premiers citoyens de l'Union, des touristes Européens, ou des Amérindiens, il représente des vues d'artistes de batailles de la guerre d'indépendance des États-Unis. 
Durant le mandat du président Gerald Ford, son épouse la Première dame des États-Unis Betty Ford fit retirer le papier-peint et fit peindre les murs d'une douce couleur jaune. La Première dame Rosalynn Carter, épouse du président Jimmy Carter fit réinstaller le papier-peint. En 1996, durant le mandat du président Bill Clinton, la salle fut redécorée : le papier-peint fut précautionneusement recouvert avec des baffles en bois et il fut ensuite suspendu sur les murs des tapisseries italiennes de coton moiré d'une couleur chartreuse. Durant le second mandat du président George W. Bush, les murs furent recouverts de lampas de soie blanche sélectionnées par le décorateur Ken Blasingame.

## Histoire
La salle fut convertie en 1961 durant le mandat de John Fitzgerald Kennedy pour servir de salle à manger à la « Première famille » dans la résidence officielle. La salle avait été utilisée auparavant comme salon et comme chambre. 
De 1929 à 1948, la salle était connue comme étant la chambre de Lincoln, et contenait le lit et des photos de famille du président Abraham Lincoln.
Elle était encore auparavant connue comme étant la « chambre du prince de Galles » : en effet, Édouard VII y séjourna lors de sa visite en 1860, et son titre de « prince de Galles » resta officieusement le nom de la salle pendant plusieurs années.

## Utilisations anecdotiques
- Le 16 avril 1865, les docteurs Janvier Woodward et Edward Curtis y pratiquèrent l'autopsie du corps du président Abraham Lincoln, et le docteur Charles D. Brown l'embauma[2].
- De 1897 à 1901, ce fut une pièce attribuée à un proche du président William McKinley[1].
- De 1901 à 1906, ce fut la chambre de Alice Roosevelt Longworth[1].
- De 1909 à 1913, ce fut la chambre de Helen Taft[1].
- De 1945 et 1953, ce fut le salon de Margaret Truman[1].